# Chiến dịch Maryland

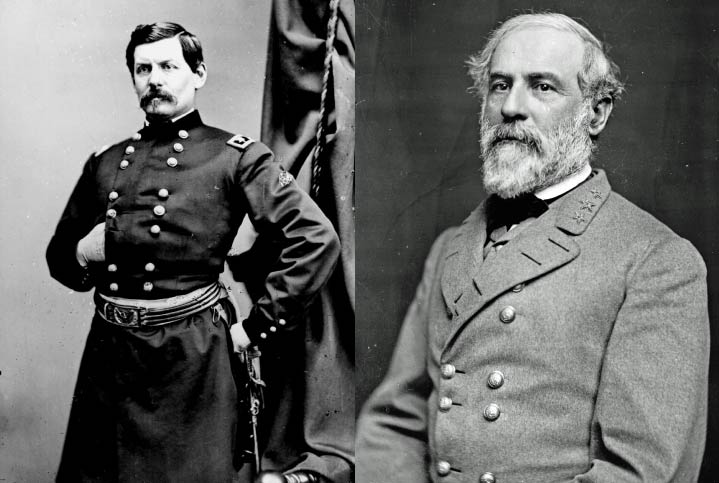
George B. McClellan và Robert E. Lee, hai viên tướng tư lệnh trong Chiến dịch Maryland

Chiến dịch Maryland, hay Chiến dịch Antietam, diễn ra từ ngày 4 tháng 9 đến 20 tháng 9 năm 1862 là cuộc tấn công đầu tiên của binh đoàn Bắc Virginia của Liên minh miền Nam do Đại tướng Robert E. Lee chỉ huy đánh lên miền Bắc, đã bị thiếu tướng George B. McClellan cùng Binh đoàn Potomac chặn đứng trong trận chiến ở gần Sharpsburg, Maryland. Trận Antietam này đã trở thành trận đánh một ngày đẫm máu nhất trong toàn bộ lịch sử Hoa Kỳ và chiến dịch này vẫn thường được coi là một trong những bước ngoặt quan trọng của cuộc Nội chiến Hoa Kỳ.
Sau thắng lợi của chiến dịch Bắc Virginia, Lee đã đưa 55.000 quân tiến lên phía bắc qua thung lũng Shenandoah, bắt đầu từ ngày 4 tháng 9 năm 1862. Mục tiêu của ông là tổ chức tái tiếp tế cho binh đoàn của mình ở bên ngoài vùng mặt trận Virginia đang bị chiến tranh tàn phá và giáng một đòn vào tinh thần người miền Bắc nhân dịp các cuộc bầu cử sẽ diễn ra trong tháng 11. Ông đã chấp nhận một cuộc tiến quân đầy nguy hiểm trong khi chia nhỏ lực lượng để vừa có thể tiếp tục bắc tiến vào Maryland vừa đánh chiếm được đồn binh và kho vũ khí của miền Bắc tại Harpers Ferry. McClellan đã vô tình tìm thấy một bản sao những mệnh lệnh của Lee gửi cho các chỉ huy dưới quyền và đã lên kế hoạch để cô lập và đánh bại lần lượt từng bộ phận quân đội của Lee.
Trong khi thiếu tướng miền Nam Stonewall Jackson bao vây, pháo kích và đánh chiếm Harpers Ferry (12–15 tháng 9), binh đoàn 84.000 người của McClellan đã cố gắng tiến quân thật nhanh qua các con đường trên núi South Mountain nằm chắn giữa ông và Lee. Trận South Mountain diễn ra ngày 14 tháng 9 đã cản trở cuộc tiến quân của McClellan và để cho Lee có đủ thời gian để tập trung phần lớn binh đoàn của mình về Sharpsburg, Maryland. Trận Antietam (hay trận Sharpsburg) biến ngày 17 tháng 9 thành ngày đẫm máu nhất trong lịch sử quân sự Hoa Kỳ với thương vong tổng cộng 23.000 người. Trong khi Lee, bị áp đảo 2 chọi 1 về quân số, di chuyển các lực lượng phòng thủ của mình để đón đỡ từng đợt tấn công của đối phương, thì McClellan lại không huy động được toàn bộ nguồn dự bị của binh đoàn nhằm phát huy những thắng lợi cục bộ để tiêu diệt quân miền Nam. Ngày 18 tháng 9, Lee ra lệnh rút lui qua sông Potomac, và trong 2 ngày 19 và 20 tháng 9, đã diễn ra trận đánh với hậu quân của Lee tại Shepherdstown, đánh dấu mốc kết thúc chiến dịch.
Mặc dù Antietam là một trận chiến hòa về mặt chiến thuật, nhưng nó cũng khiến cho chiến dịch Maryland của Lee không thể đạt được những mục tiêu của nó. Tổng thống Abraham Lincoln đã nhân dịp thắng lợi này của quân đội miền Bắc để công bố Tuyên ngôn giải phóng nô lệ, và kết thúc một cách hiệu quả cho nguy cơ về việc châu Âu sẽ tiến hành hỗ trợ cho Liên minh miền Nam.

## Các trận đánh

### Trận Antietam (Sharpsburg)
Trận Antietam, còn được gọi là Trận Antietam Creek (dân miền Nam thường gọi là trận Sharpsburg) là một trận đánh quan trọng trong Chiến dịch Maryland thời Nội chiến Hoa Kỳ, nổ ra vào ngày 17 tháng 9 năm 1862 tại con rạch Antietam gần Sharpsburg, Maryland. Đây là trận đánh lớn đầu tiên diễn ra trong lãnh thổ thuộc Liên bang miền Bắc Hoa Kỳ, và còn nổi tiếng vì chỉ trong một ngày, gần 23.000 binh sĩ (trong đó có hơn 1 vạn người ở mỗi bên) đã bị thiệt mạng hay tàn phế. Trận đánh tại Antietam đứng thứ tư trong danh sách 10 trận chiến khốc liệt nhất trong cuộc Nội chiến Hoa Kỳ, với mức kinh hoàng vượt hơn cả trận Shiloh trước đó, và cái ngày 17 tháng 9 năm 1862 đó là ngày đẫm máu nhất trong cuộc Nội chiến và trong cả chiều dài quân sử Hoa Kỳ nói riêng và Bắc Mỹ nói chung cho đến tận ngày nay 
 Nguồn 4: 11.657 thương bong (2.108 tử trận, 9.549 bị thương), 753 mất tích  (kinh hoàng hơn cả trận Normandie vào năm 1944 trong Chiến tranh thế giới thứ hai). Như một chiến thắng lớn lao hàng đầu của phe miền Bắc trong giai đoạn ấy (ít nhất cũng là chiến thắng hiếm có của quân miền Bắc trên Mặt trận miền Đông lúc này), trận đánh tàn khốc này đã chấm dứt hoàn toàn cuộc tiến công của quân miền Nam vào Maryland và giúp miền Bắc đẩy lui nguy cơ, khiến Lee thất bại trong việc tìm kiếm sự ủng hộ của các quốc gia châu Âu. Chiến thắng này cũng tái cơ cấu nỗ lực chiến tranh của miền Bắc. Tầm vóc quan trọng của thắng lợi chiến lược của quân Liên bang trong trận đánh Antietam đối với cả cuộc chiến được thể hiện rõ nếu đặt giả thiết về một thắng lợi của Lee tại trận này, qua đó chiến thắng này được coi là có ảnh hưởng đến toàn thắng của miền Bắc trong cuộc chiến. Với ý nghĩa trọng đại về cả chính trị và quân sự, thắng lợi này được xem là một cơ hội khiến cho Tổng thống Abraham Lincoln khẳng định rằng ông không soạn thảo bài Tuyên ngôn Giải phóng Nô lệ như một hành động tuyệt vọng. Ý nghĩa to lớn của thắng lợi trong trận Antietam đẫm máu đối với Liên bang miền Bắc đã khiến trận này được coi là một bước ngoặt quan trọng trong cuộc phân tranh Nam-Bắc của Hoa Kỳ, và cũng là một trong những cuộc giao chiến quyết định nhất trong suốt chiều dài lịch sử thế giới. Đối với nhân dân miền Bắc, Lee đã triệt binh khỏi đất Bắc nên trận chiến rõ là một thất bại lớn của quân Liên minh, dù McCellan bị huyền chức không lâu sau chiến công này do không tích cực truy sát khi Lee kéo tàn binh về miền Nam.